# Freccia del Brabante 2008
La Freccia del Brabante 2008, quarantottesima edizione della corsa, valida come evento del circuito UCI Europe Tour 2008 categoria 1.1, fu disputata il 30 marzo 2008 per un percorso di 192,7 km. Fu vinta dal francese Sylvain Chavanel, al traguardo in 4h44'38" alla media di 40,683 km/h.
Furono 81 i ciclisti che portarono a termine il percorso.

## Ordine d'arrivo (Top 10)
| Pos. | Corridore           | Squadra         | Tempo    |
| ---- | ------------------- | --------------- | -------- |
| 1    | Sylvain Chavanel    | Cofidis         | 4.44'38" |
| 2    | Philippe Gilbert    | F. des Jeux     | a 29"    |
| 3    | Juan Antonio Flecha | Rabobank        | a 37"    |
| 4    | Giovanni Visconti   | Quick Step      | a 38"    |
| 5    | Frederik Willems    | Liquigas        | a 40"    |
| 6    | Fabian Wegmann      | Gerolsteiner    | a 59"    |
| 7    | Enrico Gasparotto   | Barloworld      | s.t.     |
| 8    | Nick Nuyens         | Cofidis         | s.t.     |
| 9    | Grégory Rast        | Astana          | a 1'04"  |
| 10   | Nico Sijmens        | Landbouwkrediet | s.t.     |